# La Liberté du Morbihan
La Liberté du Morbihan est le titre que prend, dès le 18 août 1944, le quotidien du soir Le Morbihan Libéré, quotidien de la Résistance dont le premier numéro, paru le 5 août, est daté du 6. Le dernier numéro sort le 28 octobre 1995.

## Présentation
C'est aussi le 18 août 1944 qu'est pris l'arrêté du préfet du Morbihan, Jacques Onfroy, entré en fonction le 4 août, qui autorise la publication de « La Liberté du Morbihan » et lui attribue les stocks de papier et le matériel du Nouvelliste.
Est ainsi remplacé le quotidien Le Nouvelliste du Morbihan, interdit et confisqué pour cause de collaboration.
Le premier directeur du nouveau journal est un résistant, journaliste professionnel, Jean Le Duigou, qui restera à ce poste jusqu'à la mi-octobre 1944 avant de se consacrer à nouveau au journalisme.
En octobre 1944 est constituée une SARL au capital social constitué de 23 actions de 5 000 Francs chacune:
- trois étaient réservées au personnel du journal,
- une à la CGT,
- une à la CFTC,
- une à un marin-pêcheur, membre du Comité Départemental de la Libération du Morbihan;
- les dix-sept autres furent attribuées à des personnalités politiques (des socialistes et des démocrates-chrétiens) et des membres de différentes professions.

« La Liberté du Morbihan » s'installe à nouveau à Lorient en mars 1951.
Quotidien du soir depuis sa création La Liberté passe en parution du matin en novembre 1981 au moment où le journal va se fait imprimer à Nantes chez Presse-Océan. Cette réorganisation technique n'arrivera pas à relancer un journal où les pages lorientaises diminuent en parallèle avec le lectorat. Le dernier numéro sort le 28 octobre 1995.